# Braux-le-Châtel
Braux-le-Châtel är en kommun i departementet Haute-Marne i regionen Grand Est (tidigare regionen Champagne-Ardenne) i nordöstra Frankrike. Kommunen ligger i kantonen Châteauvillain som tillhör arrondissementet Chaumont. År 2022 hade Braux-le-Châtel 126 invånare.

## Befolkningsutveckling
Antalet invånare i kommunen Braux-le-Châtel
| Referens: INSEE |